# Raoul Vaslin
Pour les articles homonymes, voir Vaslin.
Raoul Vaslin (Nantes, 7 mai 1945 - Saint-Herblain, 16 août 1985) est un photographe français contemporain.

## Biographie
Raoul Vaslin naît à Nantes le 7 mai 1945, la veille de la fin de la Seconde Guerre mondiale. Il passe son enfance et une grande partie de sa vie à Champtoceaux, en Maine-et-Loire. Il est le petit-fils de Paul Deltombe, artiste peintre.
Raoul Vaslin débute la photographie à Nice en 1965, comme assistant du photographe Léo Mirkine. Il adhère en 1970 au Club photographique de Paris, les 30 x 40.
En 1973, il fonde et anime le groupe Épicentre, une association rattachée à la Maison de la Culture de Nantes qui développe une action culturelle pour la décentralisation de l’art photographique à l'échelle des Pays de la Loire et de la Bretagne. Il défend notamment le projet de création d’un département photographique au sein du Musée des arts décoratifs de Nantes au Château des ducs de Bretagne, sous la direction de Pierre Chaigneau. Plusieurs expositions se succèdent entre 1973 et 1976, accueillant les photographes Franck Roussel, Daniel Lebée, Noël Blin, Georges Guilpin, Jean-Philippe Charbonnier et Eddie Kuligowski (avril 1975), Robert Doisneau (janvier 1975 : Théâtre de Marionnette, puis une exposition en partenariat avec la galerie du Château d'eau de Toulouse et Jean Dieuzaide en juin 1975), Jean-Claude Gautrand, Marc Garanger, le peintre Michel Moy, Frank Horvat ou encore Yves Le Masson.
En 1976, Raoul Vaslin est classé deuxième au Prix Niépce. En 1977, il est nommé à l'École des beaux-arts de Nantes comme professeur de photographie. Il reprend parallèlement ses activités personnelles et réalise notamment plusieurs importantes séries photographiques. Il débute également une collaboration avec l'agence Rapho, et dirige des stages d'initiation photographique pour le Ministère de la jeunesse et des sports.
Raoul Vaslin décède à Saint-Herblain en 1985.
Une salle Raoul Vaslin est inaugurée à Champtoceaux (Maine-et-Loire) le 13 juin 2015.

## Œuvres
Toutes les photographies de Raoul Vaslin – à de rares exceptions près – sont en noir et blanc. Il a travaillé par séries homogènes sur des thèmes variés offrant une écriture et un style différents.
- 1966 : Les Antilles, série de paysages et de portraits réalisées au cours de son service militaire en tant que reporter photographe
- 1972 : Fanny, portraits, étude « parapsychologique »
- 1973-1974 : Rives et Brouillards : paysages intérieurs, souvenirs du coma et retour à la vie
- 1975 : Les Photographes, série de portraits pour le département photographique du Musée des arts décoratifs de Nantes
- 1976 : Aspect banal et quotidien de la vie d'un village de province, portraits et scènes du quotidien de Champtoceaux, petit village de campagne (Maine-et-Loire) dans les années 1970
- 1977-1978 : Douceur angevine, audiovisuel de 2000 diapositives sur la Loire et le vignoble nantais
- 1979-1980 : Formes et Lumières, étude sur le nu
- 1981 : Portraits

## Expositions
- Illustration de la Rétrospective Paul Deltombe (novembre 1970) (Musée des Beaux-Arts de Nantes)
- Expositions de groupe des 30×40 (à partir de 1970)
- « Heureux qui, comme Ulysse… » (novembre 1973), Galerie Odéon, Paris
- Artisanat du Val de Loire (1974), Musée Joachim du Bellay, Liré, Maine-et-Loire
- Milieu rural (juillet 1974), Comptoir Nantais de l'Audiovisuel, Nantes
- Théâtre de Marionnettes (janvier 1975), réalisation du Groupe Épicentre, avec Étienne-Bertrand Weill, Robert Doisneau, Beatrix Von Conta (Maison de la Culture, Nantes)
- Portraits de Photographes (novembre 1975), exposition de groupe du Club des 30 x 40, Centre International de séjour de Paris, Maison de la Culture de Vincennes
- 20 ans de vie des 30 x 40 par 20 photographes (novembre 1975), exposition de groupe, Paris
- Groupe Libre Expression de Jean-Claude Gautrand (février 1976) : participation avec un extrait de Rives et Brouillards, Festival de Narbonne
- Rives et Brouillards (novembre 1976), Maison de la Culture de Rennes
- 150 ans de photographie française (juin 1976), Maison de la Culture de la Seine Saint-Denis, en partenariat avec la Bibliothèque nationale de France
- Du temps et des générations (1976), « Du geste au comportement social" (1977), (Groupe d'étude et de recherche des médias symboliques), Festival de Sammeron, Val-de-Marne
- Rives et Brouillards (avril 1977), Galerie Upsilone, Nantes
- Rives et Brouillards (novembre 1977), Centre Culturel de Longwy, Herserange
- Rives et Brouillards (1978), Galerie d'Art du Château des Hayes, Beaufort-en-Vallée, Maine-et-Loire
- Formes et Lumières (novembre 1980), Centre Culturel Roger Portugal, Nantes
- Aspect banal et quotidien d'un village de province (avril 1981), Studio Ethei, (boulevard Saint-Germain) Paris
- Aspect banal et quotidien d'un village de province (juillet-août 2011), Maison du Tourisme, Champtoceaux, Maine-et-Loire
- Raoul Vaslin, un humaniste redécouvert (14 au 29 juillet 2012), Galerie Peleyre, 65700 St. Lanne (Madiran), Hautes-Pyrénées
- Sélection extraite de la série "Aspect Banal "  (27 mai au 2 juin 2013) pour l'exposition « Territoires, le singulier, l'universel », 35e édition du Mai du Livre à Tarbes, Hautes-Pyrénées
- Raoul Vaslin, invité d'honneur du printemps des talents (mai 2014), Rectorat de Nantes, Loire-Atlantique
- Sélection extraite de la série "Aspect Banal "  (26 avril 2015), 20e anniversaire de la foire au matériel photo du Photo Club de Varades, Loire-Atlantique
- Sélection extraite de la série "Aspect Banal " (août à décembre 2015), La Cerise sur le Gâteau, Ancenis, Loire-Atlantique
- "Formes et Lumières" (mai 2017) Maison Bonchamps, Varades, Loirauxence, Loire-Atlantique
- Sélection de photographies tirées par Daniel Lebée pour le Festival Photo-ArgentiK (6 au 16 juillet 2018), Champtoceaux, Orée d'Anjou, Maine-et-Loire
- Raoul Vaslin est vivant, exposition collective, Office de tourisme de Champtoceaux, Orée d'Anjou, Maine-et-Loire, du 30 août au 28 septembre 2025.

## Prix et récompenses
- 1972 :	Sélection pour le Prix Antoine Cordesse, Rencontres d'Arles : La Maison de l'homme.
- 1974 :	Classé 8e au Prix d'auteur de la Fédération internationale de l'art photographique
- Juin 1975 :	Grand prix du Club photographique de Paris, les 30 x 40 :  Brouillards
- 1976 :	Classé second au prix Niépce : Le Laboureur

## Collections
- Bibliothèque nationale de France, Paris – Cabinet des estampes (environ 60 photographies, 1974-1975)
- Château des Ducs de Bretagne, Nantes (9 photographies, 1975)
- Musée Réattu, Arles (3 photographies, 1972)
- Société française de photographie, Paris (donation du Club photographique des 30 × 40)